# Sin restricciones
Sin restricciones è il secondo album in studio del gruppo musicale argentino Miranda!, pubblicato il 21 settembre 2004 dalla EMI Music.

## Descrizione
I brani dell'album sono stati scritti dal cantante e leader del gruppo, Alejandro Sergi, e prodotti da Eduardo Schmidt e Pablo Romero. L'uscita del disco è stata accompagnata da due concerti dal vivo che si sono tenuti al Teatro Gran Rex di Buenos Aires, la cui registrazione è stata poi pubblicata nel primo album dal vivo del gruppo, En vivo sin restricciones!, uscito nel luglio 2005.

## Accoglienza
Seppur considerato meno ricco del precedente lavoro, è stato ben accolto dalla critica musicale, la quale tiene conto del fatto che si tratta dell'album del gruppo nel quale sono presenti il maggior numero di brani di successo; sono stati estratti sei singoli; Yo te diré, Navidad, Don, El profe, Uno los dos e Traición. In particolar modo, nel 2023 Don è stata inserita da Rolling Stone al diciassettesimo posto nella lista delle "300 canzoni del rock argentino del ventunesimo secolo".
Il disco ha vinto un Premios Gardel nella categoria "Best Pop Group Album" nel 2005. e ha avuto un ottimo successo commerciale, ottenendo il disco di platino in Argentina e in Messico.

## Tracce
CD (Pelo 9813136189 / EAN 7798131361895)
Testi e musiche di Alejandro Sergi.
1. Yo te diré – 3:25
2. Don – 3:03
3. Quiero – 3:45
4. Vuelve a ti – 2:58
5. El profe – 2:57
6. Otra vez – 3:03
7. Tu gurú – 3:14
8. Hoy – 3:17
9. El agente – 2:47
10. Navidad – 3:11
11. Traición – 3:03
12. Uno los dos – 3:44

## Riconoscimenti
- 2005 - Premios Gardel come Best Pop Group Album[7]

## Classifiche
| Classifica (2004-2005) | Posizione raggiunta |
| ---------------------- | ------------------- |
| Messico                | 11                  |

## Formazione
- Alejandro Sergi - voce, composizione, programmazione
- Juliana Gattas - voce
- Demian Chorovicz - mixaggio
- Leandro Fuentes - chitarra
- Monoto - basso
- Pablo Romero - produzione, chitarra acustica
- Eduardo Schmidt - produzione
- Bruno De Vicenti - programmazione
- Tom Baker - mastering
- Nicolás Grimaldi - grafica